# الجامل (بكيل المير)

تعديل مصدري - تعديل

الجامل هي إحدى قرى عزلة صبران بمديرية بكيل المير التابعة لمحافظة حجة، بلغ تعداد سكانها 59 نسمة حسب تعداد اليمن لعام 2004.